# Conesville (Nowy Jork)
Conesville – miasto w Stanach Zjednoczonych, w stanie Nowy Jork, w hrabstwie Schoharie.